# Peggoty Mutai
Peggoty Mutai là một nhà hóa học người Kenya. Sinh ra ở Kericho, sở thích của cô là về hóa dược, đặc biệt là làm việc với việc tìm kiếm các phương pháp điều trị mới chống lại giun ký sinh.
Sau khi học tại Đại học Nairobi, Kenya, nơi cô có bằng Cử nhân Khoa học và bằng Thạc sĩ về phân tích dược phẩm và dược phẩm, cô đã được chấp nhận tại Đại học McGill ở Canada để tiếp tục theo học tiến sĩ, mà cô đã bắt đầu tại Đại học Cape Town, Nam Phi. Mutai nằm trong số mười lăm Nghiên cứu được Giải thưởng Phụ nữ Khoa học của L'Oréal-UNESCO chọn để nhận học bổng quốc tế để theo đuổi các dự án nghiên cứu của họ.